# لیلیانا کوموروفسکا
لیلیانا کوموروفسکا (انگلیسی: Liliana Komorowska؛ زادهٔ ۱۱ آوریل ۱۹۵۶) بازیگر اهل لهستان است. 
از فیلم‌ها یا برنامه‌های تلویزیونی که وی در آن نقش داشته است، می‌توان به حالا یا هرگز!، قواعد بازی، مهمانسرا، قرارداد، هنر جنگ، وظیفه و ناپلئون،  اشاره کرد.